# Tscherusti
Tscherusti (russisch Черусти) ist eine Siedlung städtischen Typs mit 2862 Einwohnern (Stand 14. Oktober 2010) im äußersten Osten der Oblast Moskau (Russland), 156 Kilometer östlich von Moskau und drei Kilometer westlich der Grenze zwischen den Oblasten Moskau und Wladimir. Tscherusti gehört, wie die nahe gelegene Mittelstadt Roschal, zum Landkreis Schatura, dessen gleichnamiger Hauptort knapp 30 km westlich von Tscherusti liegt.
Der Ort Tscherusti bildet zusammen mit sieben weiteren Ortschaften die Stadtgemeinde Gorodskoje posselenije Tscherusti (Городское поселение Черусти) mit einer Gesamtbevölkerung von 3996 Einwohnern (Stand 14. Oktober 2010).

## Geschichte
Tscherusti entstand ab 1911 mit der Inbetriebnahme der Eisenbahnstrecke von Ljuberzy nach Arsamas, die von der Strecke Moskau–Rjasan abzweigt und heute eine der Streckenführungen der Transsibirischen Eisenbahn im Bereich zwischen Moskau und dem Wolgagebiet darstellt. Die neue Station wurde dank ihrer Lage in den wald- und moorreichen Gebieten der Meschtschoraniederung anfangs vor allem für die Verladung von Holz genutzt, weswegen rund um die Station rasch Wohnhäuser und ein Wasserturm sowie 1916 auch eine Schule entstanden. Der Ortsname wurde einer alten Bezeichnung der Gegend rund um die Station entlehnt. Deren Name wiederum ist turksprachigen Ursprungs und bedeutet „Moorgeist“.
1935 erhielt Tscherusti den Status einer Siedlung städtischen Typs, und seit 1956 ist es dem Landkreis Schatura unterstellt.

### Bevölkerungsentwicklung
| Jahr | Einwohner |
| ---- | --------- |
| 1939 | 6604      |
| 1959 | 7970      |
| 1970 | 8123      |
| 1979 | 5571      |
| 1989 | 3779      |
| 2002 | 2891      |
| 2010 | 2862      |

Anmerkung: Volkszählungsdaten

## Wirtschaft und Verkehr

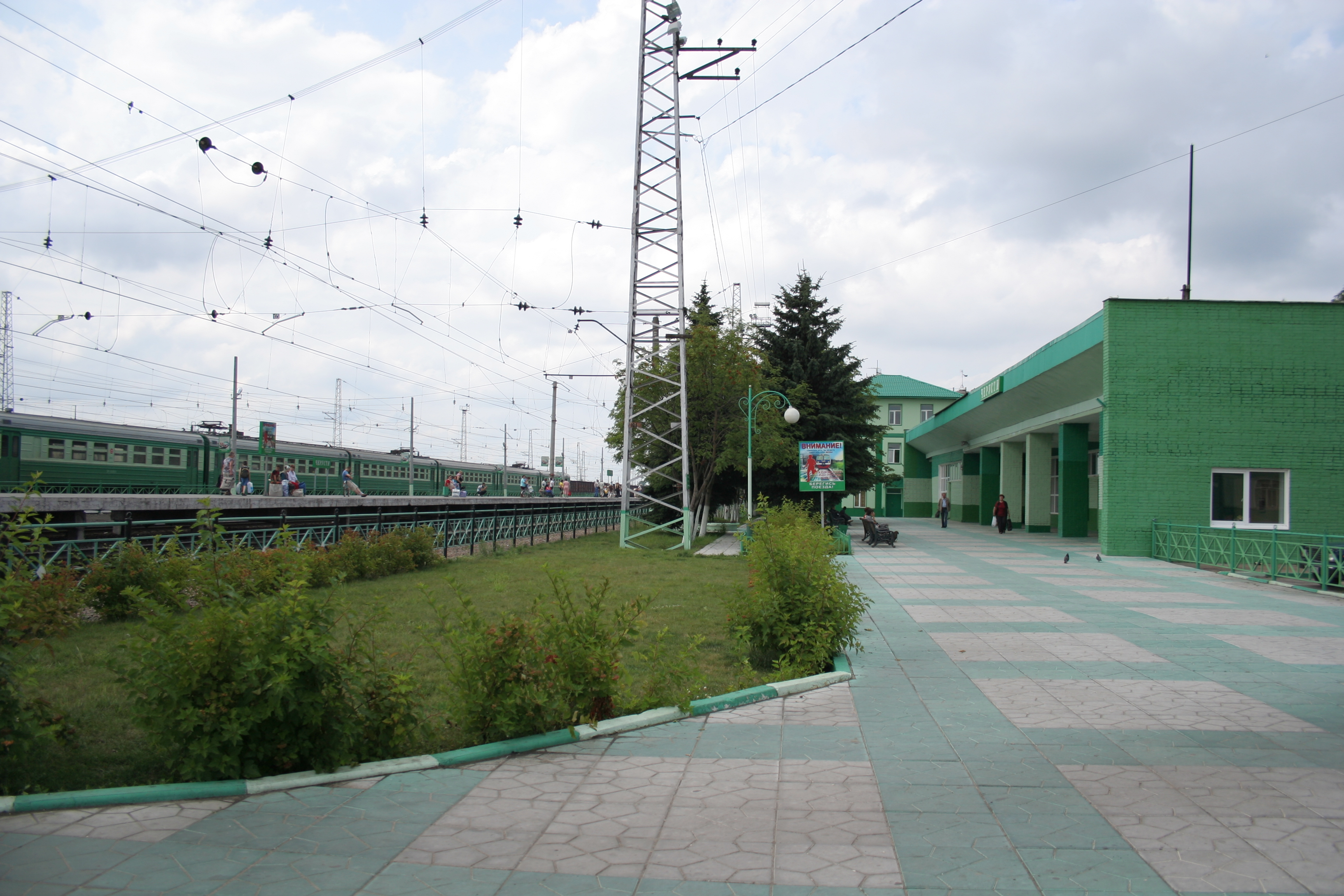
Eisenbahnstation in Tscherusti

Bis in die Nachkriegsjahre hatte Tscherusti vor allem als Eisenbahnersiedlung Bedeutung. Der Bahnhof hatte einen Lokschuppen und stellte einen regional bedeutenden Knoten dar, da von hier auch zwei für den Torfabbau bedeutende Schmalspurstrecken abzweigten. 1960 wurde die Strecke Ljuberzy–Arsamas auf dem Abschnitt zwischen Ljuberzy und Tscherusti elektrifiziert, was zur Folge hatte, dass alle aus beziehungsweise nach Moskau verkehrenden Fernzüge auf dieser Strecke in Tscherusti einen Lokomotivenwechsel durchliefen. Dieser Zustand dauerte bis zur Elektrifizierung eines weiteren Abschnitts der Strecke bis nach Wekowka im Jahr 1986. Danach verlor der Bahnhof von Tscherusti als Knotenpunkt an Bedeutung, der Lokschuppen wurde später geschlossen und die beiden Schmalspurbahnen für den Personenverkehr stillgelegt. Heute hat der Bahnhof nur noch als Endpunkt von täglich mehreren Nahverkehrszügen aus Moskau Bedeutung, zudem halten hier Regionalzüge Moskau–Wekowka, so dass der Bahnhof Tscherusti insgesamt von rund 20 Zugpaaren am Tag bedient wird.
Seit 1964 ist in Tscherusti außerdem der Metallverarbeitungsbetrieb OAO Tscherusti angesiedelt, der unter anderem Baugerüste und Lastenaufzüge produziert.